# Gabriel Péri (métro de Paris)
Gabriel Péri est une station de la ligne 13 du métro de Paris, située à la limite des communes d'Asnières-sur-Seine et de Gennevilliers.

## Situation
La station est implantée sous la rue des Bas (D 19), entre les rues Dussau et Louis-Melotte. Orientée selon un axe nord-est/sud-ouest, elle s'intercale entre les stations Les Agnettes et Mairie de Clichy, étant séparée de cette dernière par la Seine que la ligne enjambe au moyen d'un viaduc.

## Histoire
La station est ouverte le 3 mai 1980 avec la mise en service du prolongement de la branche nord-ouest de la ligne 13 depuis son terminus initial de Porte de Clichy, et joue à son tour le rôle de terminus de cette antenne (depuis Châtillon - Montrouge) jusqu'à l'extension de cette dernière le 14 juin 2008 à la station Les Courtilles qui en constitue le terminus actuel.
Dénommée Gabriel Péri – Asnières – Gennevilliers à l'origine, elle a abandonné le suffixe « Asnières – Gennevilliers » au profit du seul nom de Gabriel Péri à la suite de l'extension de la ligne jusqu'à la station Les Courtilles qui, en tant que station tête de ligne, a pris le toponyme des deux communes en en-tête. Son nom découle de sa proximité avec l'avenue éponyme qui rend hommage au journaliste et homme politique français Gabriel Péri (1902-1941).
Dans le cadre du programme « Renouveau du métro » de la RATP, le hall d'accueil de la station est partiellement rénové le 17 juin 2006, tandis que la faïence blanche et orange des quais dans le style décoratif « Andreu-Motte » est renouvelée à l'identique courant 2023.

### Fréquentation
Selon les estimations de la RATP, la station a vu entrer 4 998 394 voyageurs en 2019, ce qui la place à la 82e position des stations de métro pour sa fréquentation. En 2020, avec la crise du Covid-19, son trafic annuel tombe à 2 667 469 voyageurs, la classant au 68e rang, avant de remonter progressivement en 2021 avec 3 790 573 entrants comptabilisés, ce qui la place à la 64e position des stations du réseau pour sa fréquentation cette année-là.

## Services aux voyageurs

### Accès
La station dispose de deux accès répartis en cinq bouches de métro, toutes constituées d'escaliers fixes agrémentées d'entourages recouverts de parements rouge brique, et disposées à la fois sur les trottoirs latéraux de la rue des Bas (où elles sont agrémentées de mâts avec un « M » jaune inscrit dans un cercle) et sur le terre-plein de la gare routière au centre :
- l'accès 1 « Avenue Gabriel-Péri » débouchant au droit du no 8 de la rue des Bas à proximité de l'avenue Gabriel-Péri, à cheval sur les communes d'Asnières-sur-Seine et de Gennevilliers ;
- l'accès 2 « Rue des Bas » se trouvant face au du no 19 de cette rue à Asnières.

Accès à la station
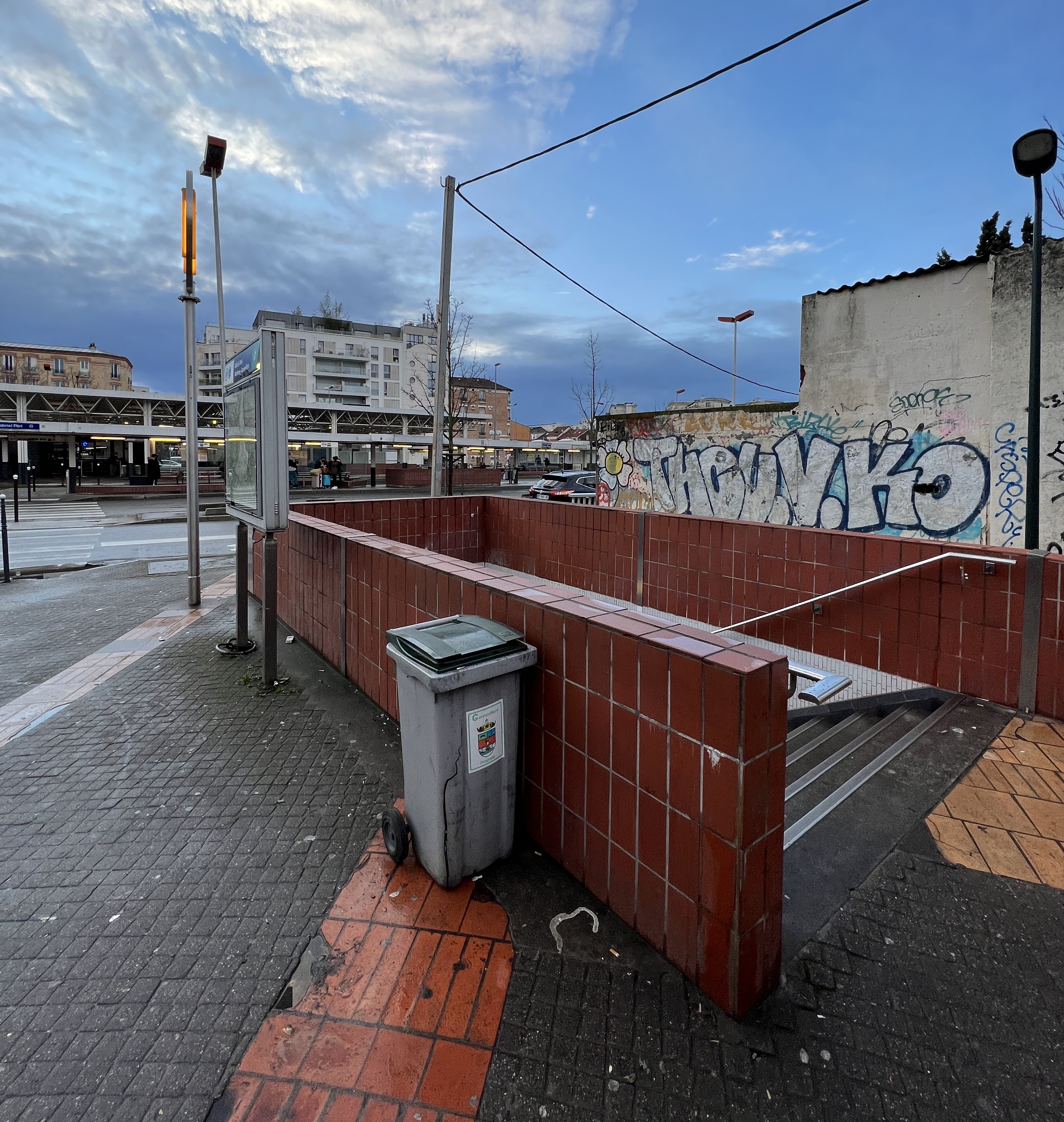
L'accès no 1 « Avenue Gabriel-Péri ».
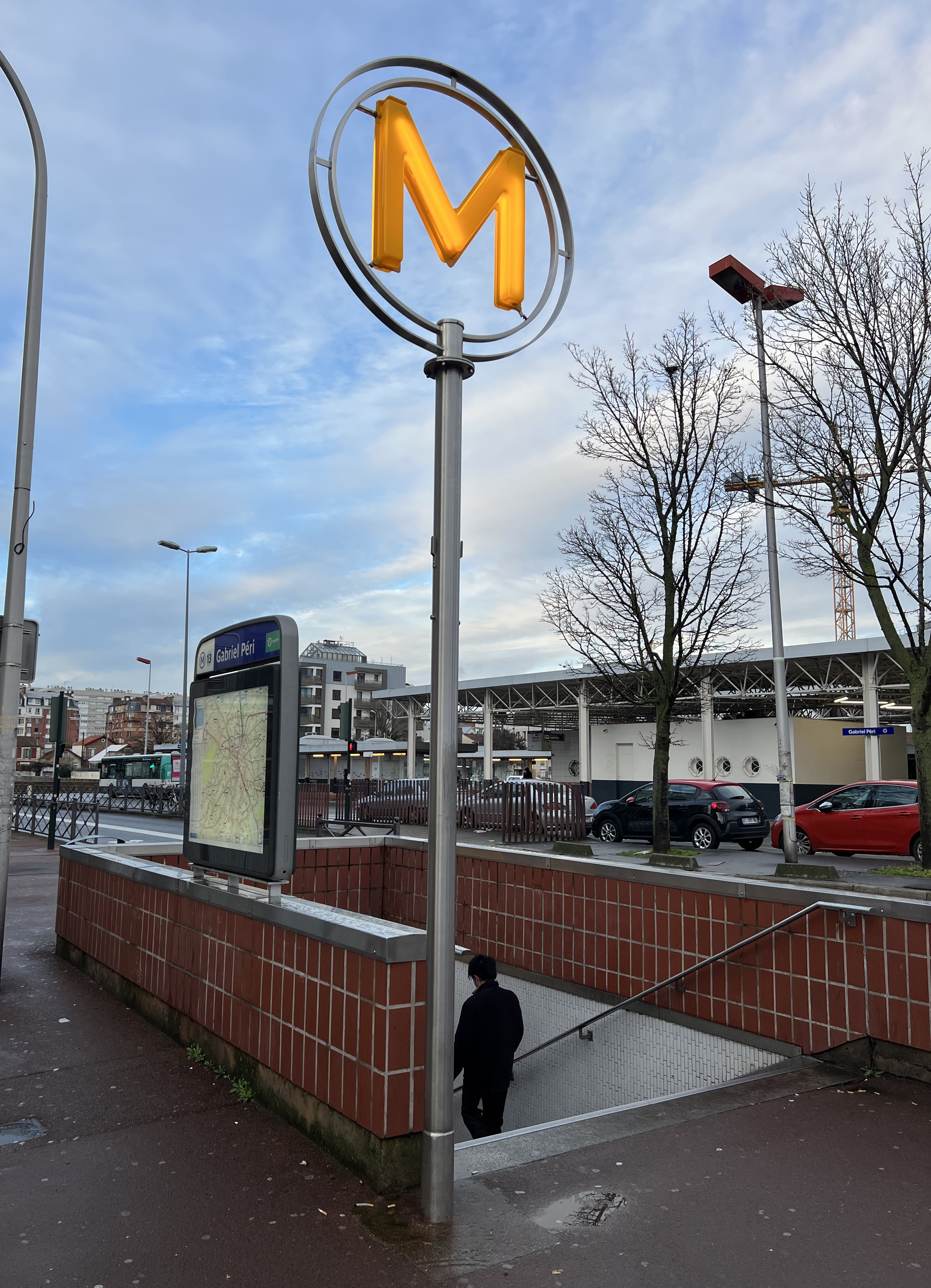
L'accès no 2 « Rue des Bas ».
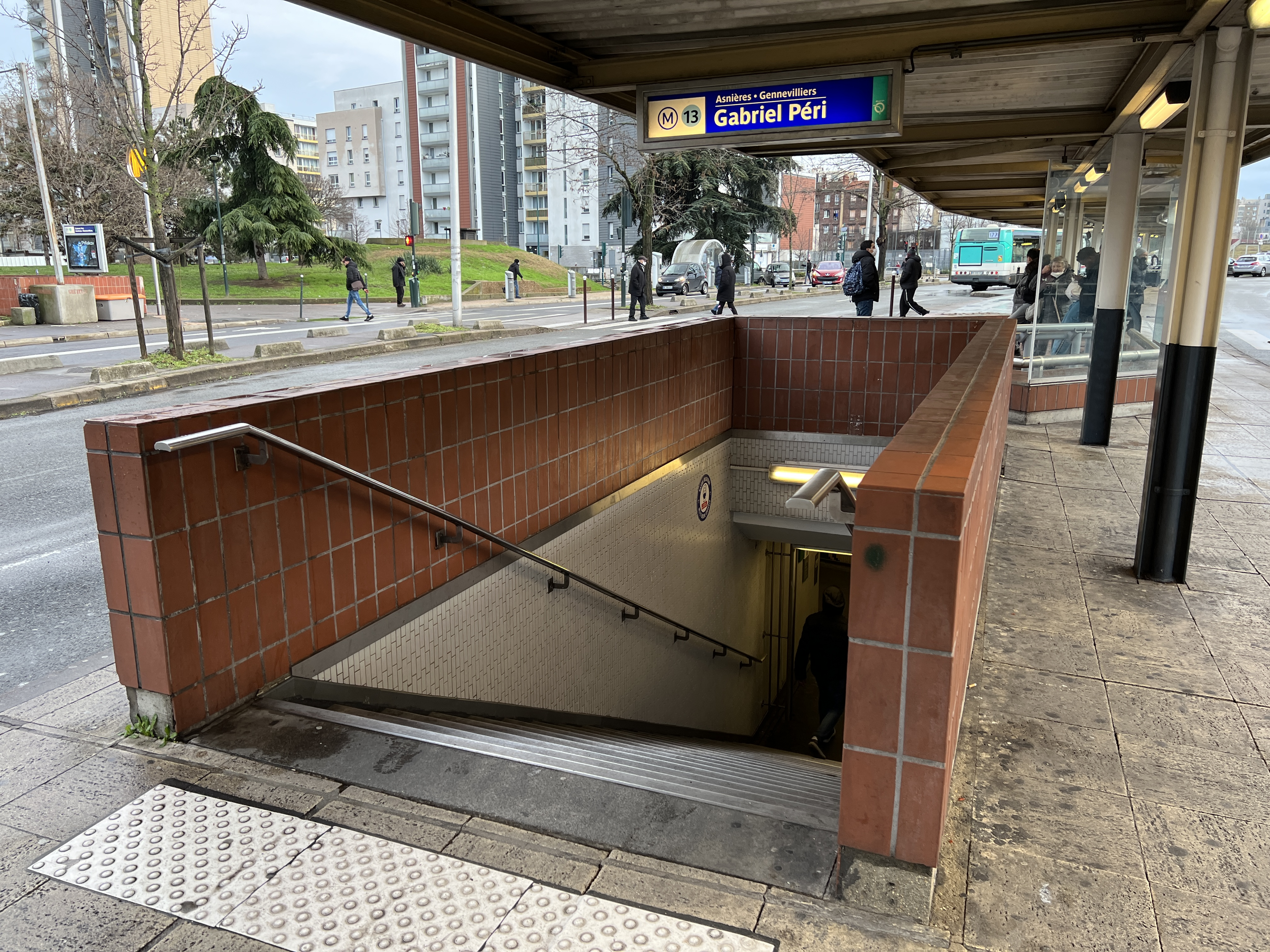
Une des bouches de métro de la gare routière.

### Quais
Gabriel Péri est une station à l'architecture typique des stations de banlieue des années 1975 à 1985 (tout comme Fort d'Aubervilliers ou encore Bobigny − Pantin − Raymond Queneau). De configuration standard avec deux quais séparés par les voies du métro et établis en légère courbe, elle est construite en tranchée très près de la surface, sous forme de « boîte », selon une architecture rectangulaire avec un plafond plat. Comme beaucoup de stations de prolongement en banlieue de cette époque, Gabriel Péri est décorée en style Andreu-Motte de couleur orange. Une baie vitrée permet de faire entrer la lumière du jour dans la station. Côté sud, les voies sont surplombées par une mezzanine qui accueille la salle des billets. Le quai vers Les Courtilles dispose d'un escalier mécanique pour accéder à la sortie.

### Intermodalité
La station, bâtie sous une gare routière, est desservie par les lignes 54, 140, 177, 235, 277, 340 et RiverPlaza du réseau de bus RATP et, la nuit, par les lignes N15 et N51 du réseau Noctilien.

## À proximité
- Cimetière ancien d'Asnières-sur-Seine

Galerie de photographies
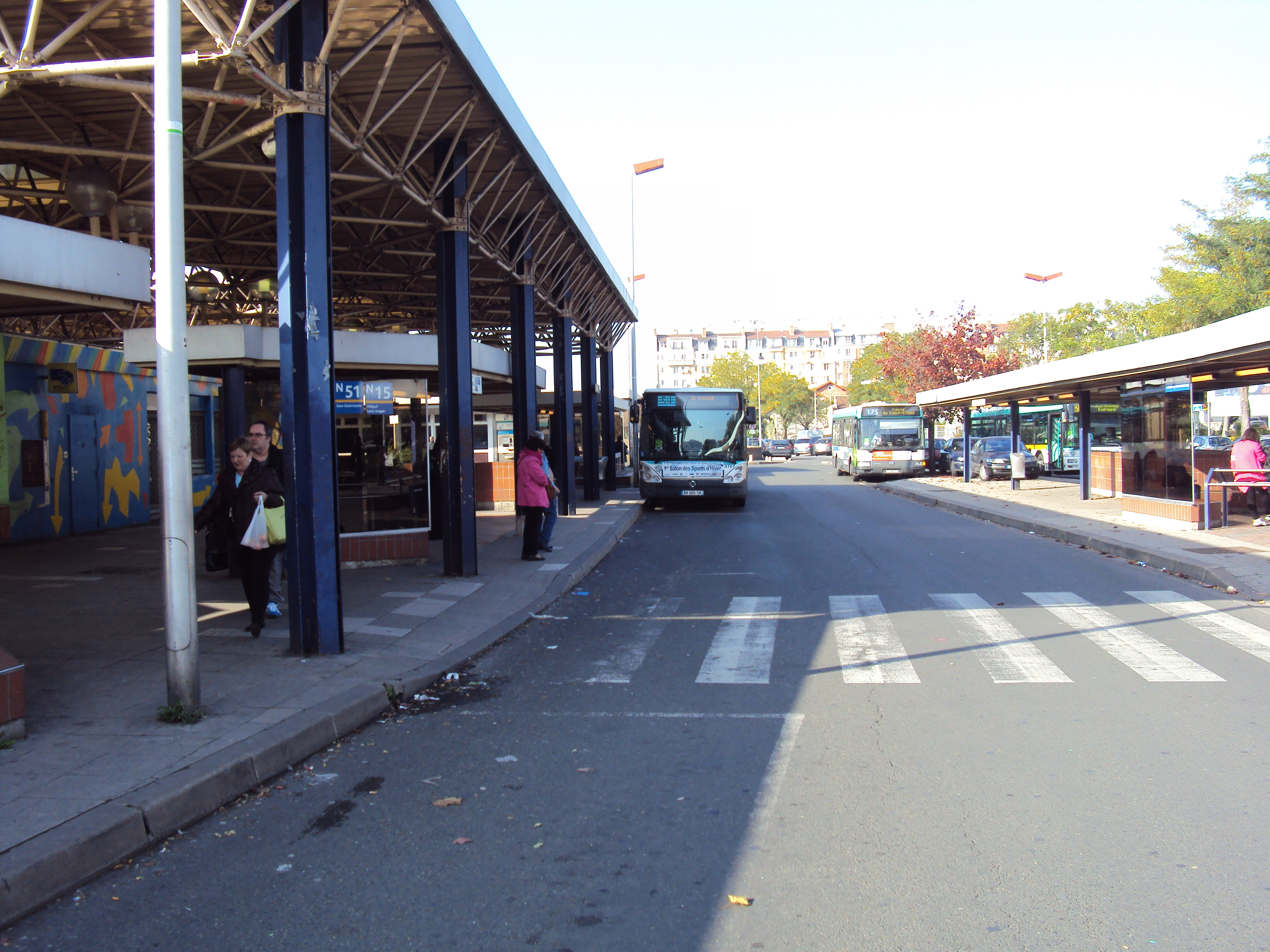
La gare routière située au dessus de la station.
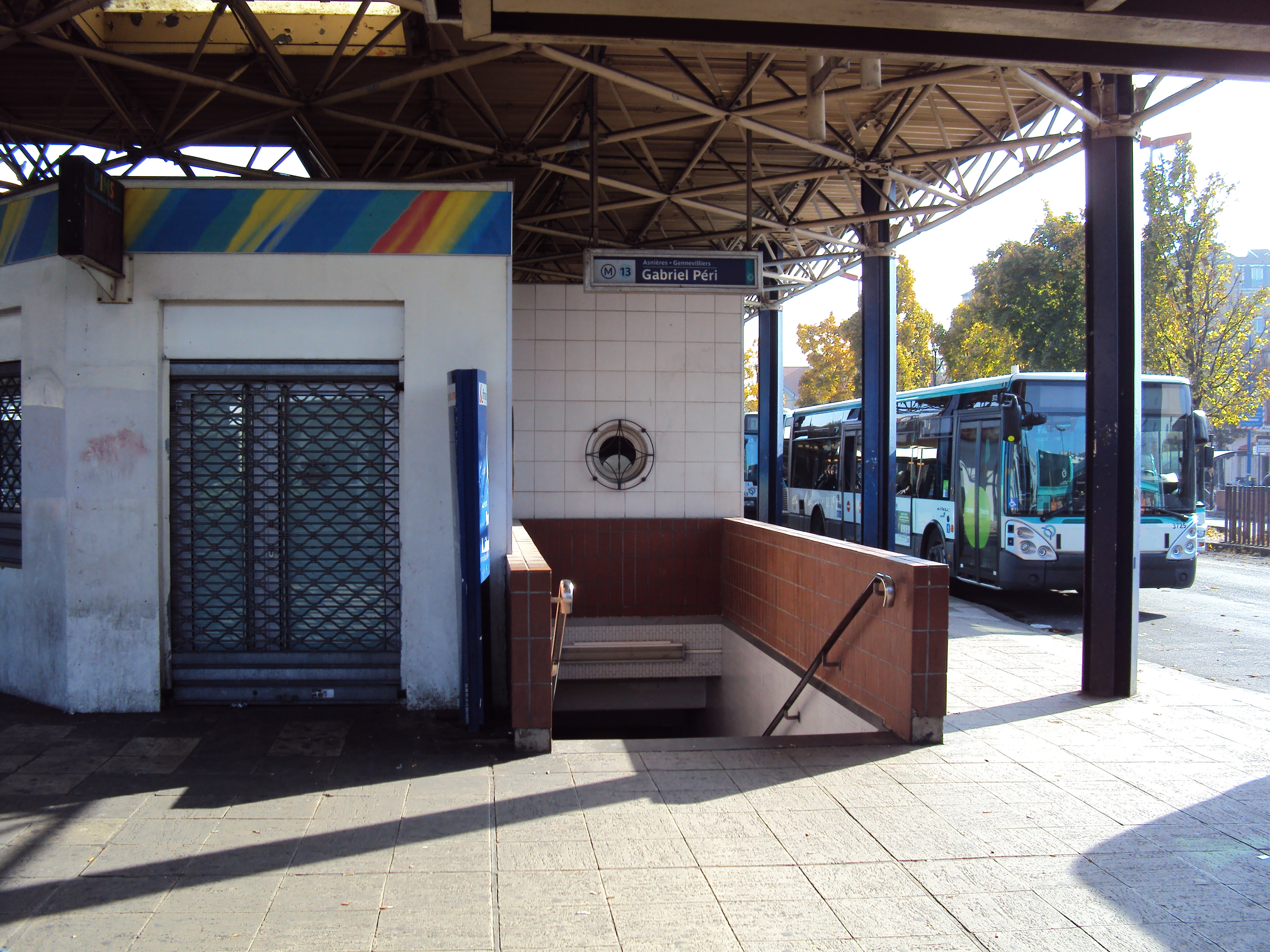
Sortie 3 de la station, donnant sur la gare routière.
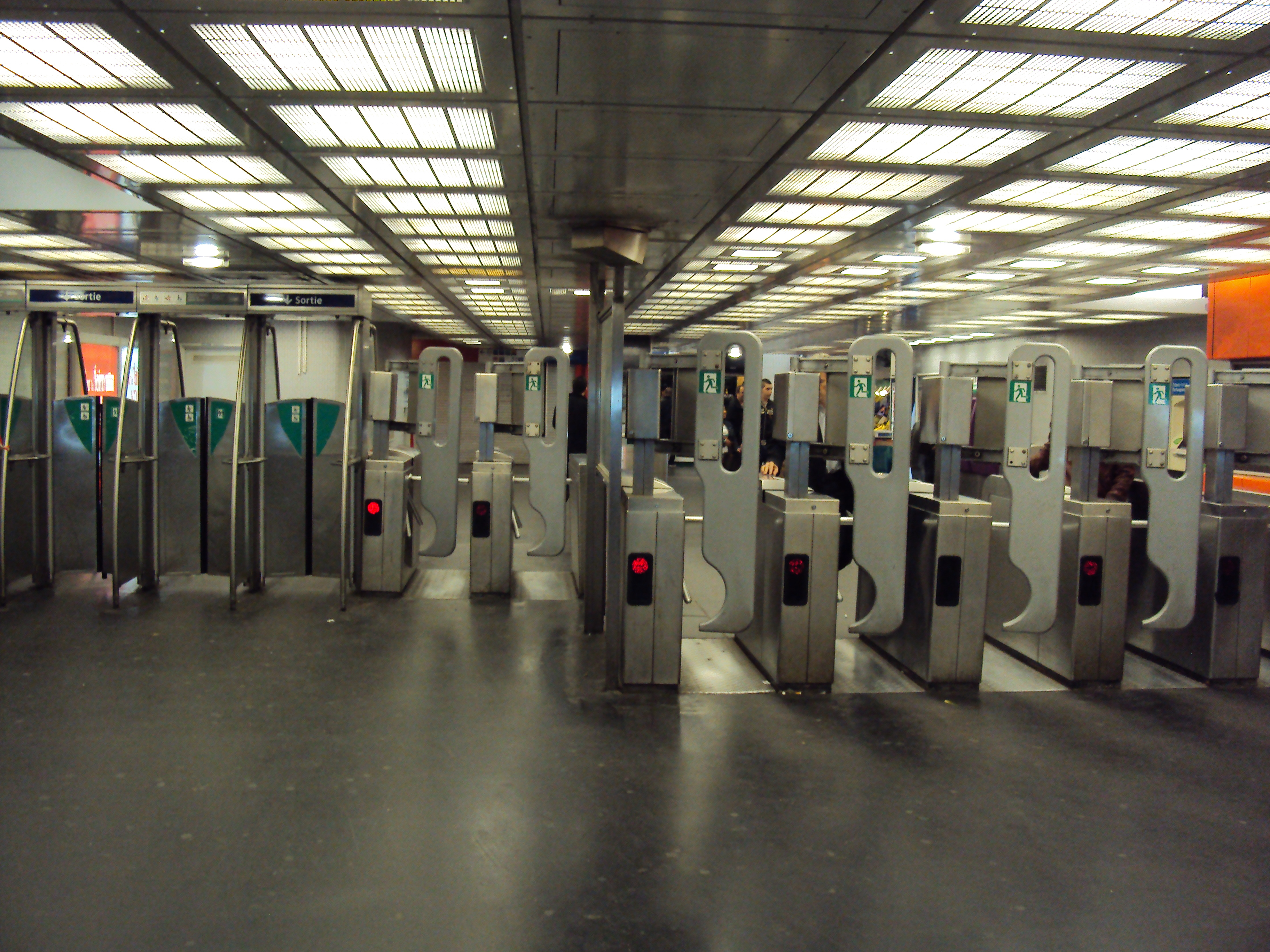
La salle des billets.